# Os Amigos de Gaspar (série de televisão)
Os Amigos do Gaspar foi uma série de televisão, criada por João Paulo Seara Cardoso e Jorge Constante Pereira (1941-2023) e exibida pela primeira vez na RTP1 em 1986 e 1989.
A banda sonora teve a colaboração de Jorge Constante Pereira e de Sérgio Godinho. As personagens eram representadas por marionetas.
A série repetiu na RTP Memória, em 2004 e 2005 de manhã, a série voltou à emissora no verão de 2012 com a transmissão da 1ªtemporada ao final da noite, em 2015 e 2016 foi transmitida a 2ª temporada nas manhãs de sábado.

## Sinopse
A série conta as aventuras de Gaspar e os seus amigos, a Clarinha, o Romão, a Marta, o Farturas e o seu amigo muito especial o ouriço Manjerico. Gaspar e os seus amigos gostam de brincar com as invenções do Professor e têm sempre o por perto o Guarda Serôdio a patrulhar o que se passa.
Na segunda série aparecerem mais personagens, como o Neca, a Tia Felismina, o Pitágoras entre outros.

## Personagens

#### Bonecos
Os bonecos foram criados por Carlos Dias e Inês Guedes de Oliveira e 
tiveram a colaboração de várias pessoas (alguns alunos do Prof. Carlos Dias têm
grande orgulho nisso).
Alguns dos personagens herdaram características e até nomes de pessoas reais que,
sendo vizinhos do FAOJ (onde alguns dos bonecos foram feitos), passavam tempos
infinitos nesse laboratória criativo (ex: Pitágoras e Tia Felismina, )

### Primeira série
- Gaspar (na voz de João Paulo Seara Cardoso)[1]
- Clarinha (na voz de Regina Castro)[1]
- Romão (na voz de Raul C. Pereira)[1]
- Marta (na voz de Ana Queiroz)[1]
- Farturas (na voz de Raimundo Tavares)[1]
- ouriço Manjerico (na voz de Maria João Pires)[1]
- Guarda Serôdio (na voz de Mário Moutinho)[1]
- Balu (na voz de Raimundo Tavares)[1]
- Professor Fidebaque (na voz de Mário Moutinho)[1]

### Segunda série
Na segunda série apareceram de novo os seguintes personagens:
- Neca (na voz de Mário Moutinho)[1]
- Tia Felismina (na voz de Ana Queiroz) (Dona da Loja)[1]
- Pitágoras (na voz de Teresa Miranda) (Afilhado do Professor)[1]
- Nita (na voz de Maria João Pires)[1]
- Sr. Pires (na voz de João Paulo Seara Cardoso) (Velho Marinheiro Rezingão)[1]

Balu e Clarinha deixam de aparecer nesta temporada.

## Curiosidades
- Narciso Guendes também realizou a série infantil com marionetas "A Árvore dos Patafurdios"
- "Os Amigos do Gaspar" é a série de animação portuguesa mais apostada da RTP Memória.
- No último episódio da 1ªtemporada apareceu Tomé, uma das personagem da também série de marionetas "A Árvore dos Patafurdios".